# Moedernegotie

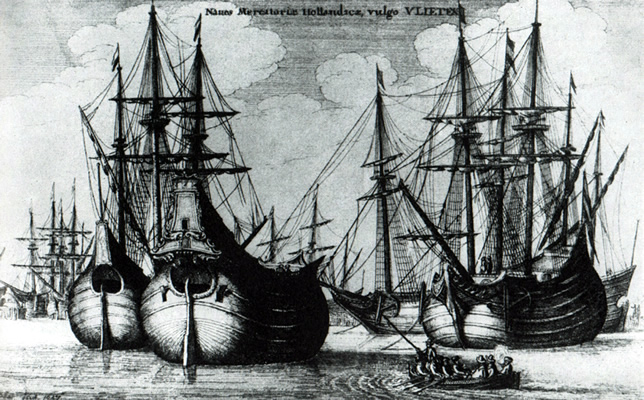
Hollandse fluitschepen in de 17e eeuw (Wenzel Hollar, 1647)

De moedernegotie (moeder van alle handel) was de handel met de landen rond de Oostzee die door kooplieden uit Amsterdam vanaf de Late Middeleeuwen werd gedreven. Deze handel vormde de voornaamste bron van de welvaart in Amsterdam, waardoor de stad zich kon ontwikkelen van een weinig belangrijke plaats tot het economische centrum van Holland en de stapelplaats van Europa. De lucratieve Oostzeehandel legde de basis voor de Gouden Eeuw van de Nederlandse republiek.
De handel met de landen rond de Oostzee, vooral Polen, Oost-Pruisen en Lijfland, was zeer succesvol omdat de Hanzesteden zich vooral richtten op luxegoederen, terwijl de handelaars uit Amsterdam dat met name deden op bulkgoederen zoals graan en hout. Het kapitaal dat men met de Oostzeevaart had verdiend werd later deels geïnvesteerd in het ontwikkelen van de scheepvaart naar Oost-Indië.
Geografische aspecten speelden een rol, enerzijds de gunstige ligging van Amsterdam op een kruispunt van oost-west- en noord-zuid routes, anderzijds de uitstekende verbinding met een groot Duits achterland via de Rijn. Nederlandse handelaren verscheepten wijn en zout uit Frankrijk en Portugal naar de landen rond de Oostzee en keerden terug met vooral graan, Zweeds kruit, hout, ijzer en wapens, maar ook vele andere goederen die voor een deel weer naar landen rond de Middellandse Zee werden vervoerd.
Uit de Deense registers van de Sonttol, de tol die geheven werd op schepen die door de Sont voeren (de zeestraat tussen de Noordzee en de Oostzee), blijkt dat in 1497 al meer dan de helft van de schepen uit Holland afkomstig was. Per jaar voeren 300 tot 400 Hollandse schepen naar de Oostzee en terug. Rond 1530 hadden de Hollanders meer dan 400 grote handelsschepen in de vaart, meer dan de Engelsen en Fransen gezamenlijk. Amsterdam ontwikkelde zich hiermee in de 16e eeuw tot de centrale graanmarkt van Europa. In 1636 werd een raming gemaakt van de Europese invoer in Amsterdam. Hieruit bleek dat meer dan de helft van de in Amsterdam aangevoerde producten afkomstig was uit de Oostzeeregio.
De fluit was het voornaamste scheepstype waarmee de Oostzeehandel bedreven werd. Dit schip, speciaal voor de Oostzeehandel ontworpen, had een bol ruim en een smal scheepsdek. Daardoor kon er in verhouding veel lading mee vervoerd worden en behoefde er minder Sonttol betaald te worden. Deze tol werd vastgesteld aan de hand van de breedte van het dek.

## Oorsprong van de term moedernegotie
Hoewel de Oostzeehandel al sinds de late middeleeuwen plaatsvond, stamt de benaming moedernegotie uit de 17e eeuw. De uitdrukking had een politieke lading: het werd gebruikt om te benadrukken hoe belangrijk de handel was in vergelijking met andere economische activiteiten. Vóór de 17e eeuw was het belang van de Oostzeehandel algemeen geaccepteerd, maar in de Gouden Eeuw breidde de economische activiteit zich uit en begon ook de handel met Rusland via Archangelsk, de walvisvangst en de handel met West- en Oost-Indië een belangrijke rol te spelen. Deze nieuwe activiteiten concurreerden met de Oostzeehandel voor politieke en financiële steun van de Nederlandse overheid. De Oostzeehandelaars benadrukten dus het belang van de moeder van alle handel ten opzichte van de nieuwe economische activiteiten.
Het bekendste document waarin de Oostzeehandel als "moeder van alle handel" gepresenteerd werd is de Deductie van raadpensionaris Johan de Witt. Het doel van De Witt was om een voorgestelde verhoging van de belastingen op de graanhandel te voorkomen. De Witt schetste hoe de Oostzeehandel de hele Nederlandse handelsmotor aandreef. Hij probeerde aan te tonen hoe de handel niet alleen lucratief was voor zakenlieden en scheepseigenaren, maar ook belastinginkomsten voor de regering opleverde, werkgelegenheid in de havens genereerde, en de kas van pakhuiseigenaren spekte met huurinkomsten. Daarnaast stimuleerde het indirect andere handelsroutes, de nijverheid en industrie in de Nederlandse steden, en de haringvisserij.

## Geschiedenis

### Ontstaan
De Oostzeehandel ontstond in de 15e eeuw en kwam voort uit de visserij. Al in de 14e eeuw hadden steden als Kampen een vitte op Skåne, dat wil zeggen een kantoor op het eiland met visrechten in de haringrijke zee aldaar. In 1323 sloot Kampen met Terschelling een contract om voor gezamenlijke kosten een vuurbaak te bouwen, zodat de Kampense schepen op de thuisvaart veilig de doorsteek naar de Zuiderzee konden vinden.
Men voer aanvankelijk met vrachtscheepjes als de pleit die zich niet ver uit de kust waagden. Nadat schepen van de robuustere types zoals de kogge en de vergrote hulk in gebruik kwamen kon men vanaf de 15e eeuw gemakkelijker de Baltische en Poolse kusten bereiken. Toetreding van de IJsselsteden tot de Hanze, het handelsverbond van de Duitse steden, gaf hen toegang tot de markten van Lubeck, Pommeren, Danzig en Riga. De fluit werd ten slotte het voornaamste scheepstype voor de Nederlandse Oostzeehandel.
De dalende graanproductie in de Nederlanden was een van de oorzaken van het succes. Om de tekorten aan te vullen, kochten Hollandse kooplieden niet alleen graan in naburige landen, maar steeds vaker ook aan de Oostzee. Rond 1500 voeren daarom jaarlijks honderden Nederlandse schepen naar Danzig en andere Oostzeehavens. Het graan was daar goedkoop, doordat adellijke grootgrondbezitters het op hun grote landgoederen lieten produceren door horige boeren.

### Oorlogen over de Oostzeehandel

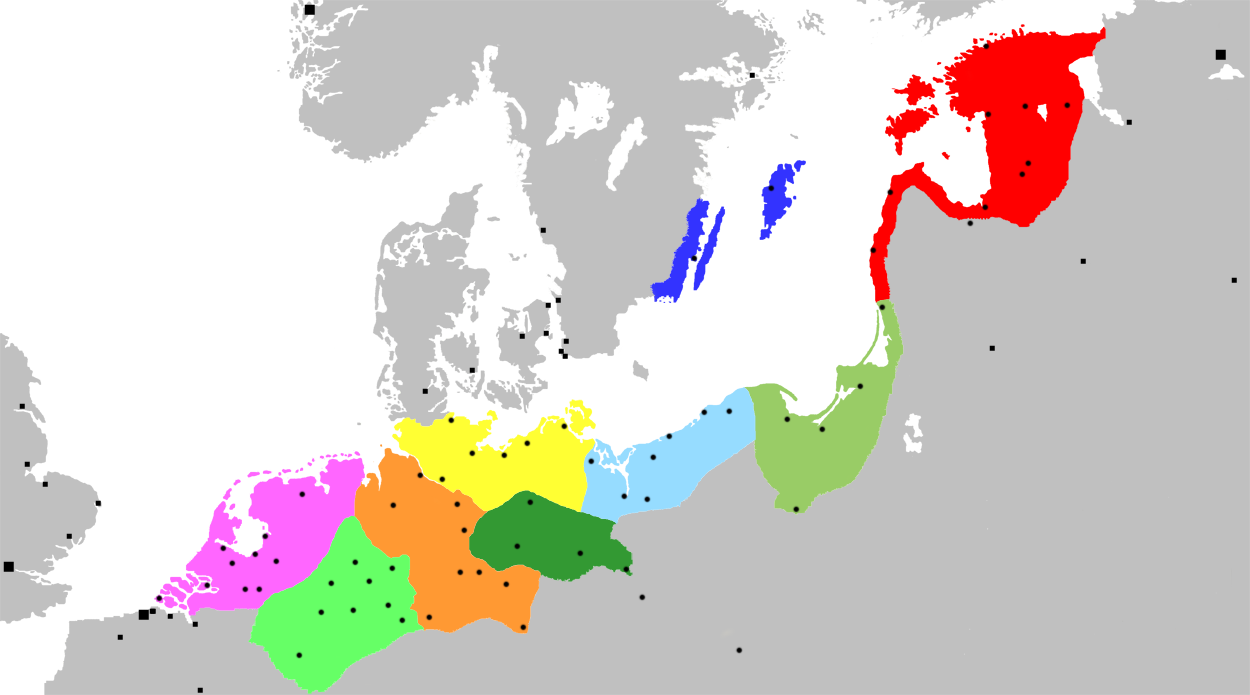
De Hanzesteden. In geel zijn de Noord-Duitse (Wendische) steden aangegeven die met de Hollanders om de Oostzeehandel streden

De Koning van Denemarken, die de Sont controleerde, was een belangrijke bondgenoot van de Amsterdamse koopvaarders. Tussen 1438 en 1544 vochten o.a. de Hollanders vier Sontoorlogen uit (waaronder de Hollands-Wendische Oorlog) met de Hanzesteden in Noord-Duitsland (waaronder Hamburg) om de vaart door de Sont en hun handel met de Oostzeehavens veilig te stellen. Deze Hanzesteden probeerden Denemarken ertoe over te halen om de Sont voor Hollandse schepen af te sluiten. Een definitieve vrede met de Noord-Duitse steden volgde pas in de zestiende eeuw.
Tijdens de Nederlandse Opstand was de Middellandse Zee vaak afgesloten voor de zeevaart uit Holland. Gedurende het Twaalfjarig Bestand bloeide dit deel van de moedernegotie weer op.
De Nederlandse controle over de Oostzeehandel was ook een belangrijke aanleiding tot de Engels-Nederlandse oorlogen, waarin Engeland vanaf 1652 met Nederland om de dominantie over de wereldhandel streed.

### Neergang
De Hollandse moedernegotie bleef tot 1660 winstgevend. Daarna daalde de winst. De neergang was te wijten aan de dalende graanprijzen, doordat de bevolking in Europa halverwege de 17e eeuw niet meer groeide in tegenstelling tot de graanproductie die maar bleef stijgen. Ook andere Europese landen gingen zich bemoeien met de graanimport vanuit het oosten. Zo veranderde de ooit zo belangrijke graanimport in een markt die niet meer van internationale waarde kon zijn. Toch bleven ook na 1660 Nederlandse schippers de meerderheid vormen in de handel in rogge en waren zelfs aanhoudend zeer dominant in de handel in het duurdere tarwe, blijkens de Sonttabellen. Wel bestond de prijs tot 1681 voor een toenemend aandeel uit heffingen (tolgelden, naast convooien en licenten ook meerdere toeslagen), omdat deze verband hielden met de hoeveelheid graan en niet prijsafhankelijk waren. In 1681 besloot de Staten-Generaal om de toeslagen en licenten op graan af te schaffen. Tot 1783 wisten Nederlandse handelaren hun greep op de Oostzeehandel in graan te handhaven, maar de hoeveelheid ingevoerd graan was wel sterk gedaald. Medio achttiende eeuw stond de graanhandel vanuit het Oostzeegebied voor ongeveer 10% van de waarde van alle invoer en uitvoer door Amsterdam, maar het belang van de graanhandel voor opslag en werkgelegenheid was nog groter.

## De graanhandel in Amsterdam

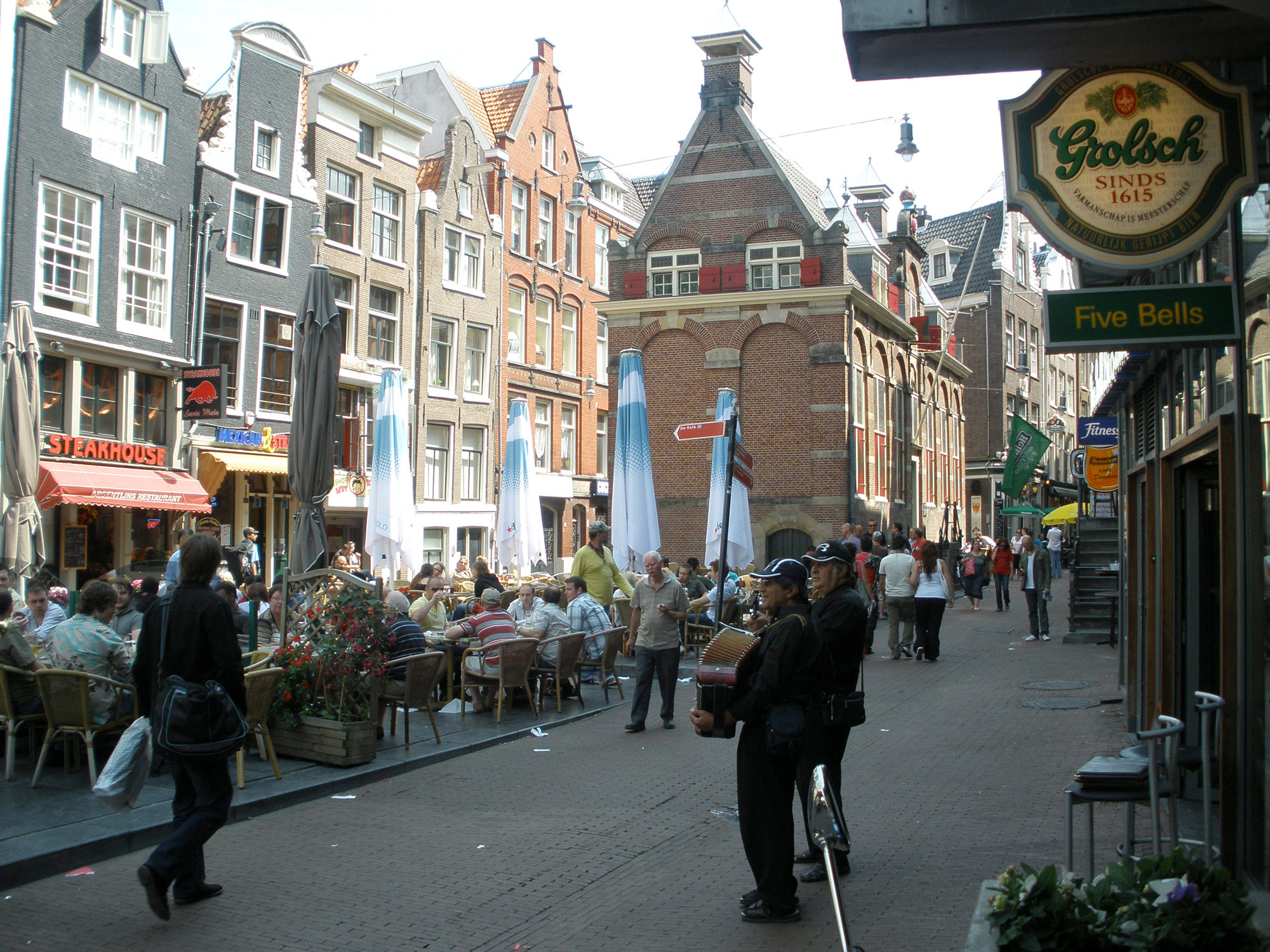
Het Korenmetershuisje (midden foto) aan de Nieuwezijds Kolk in Amsterdam

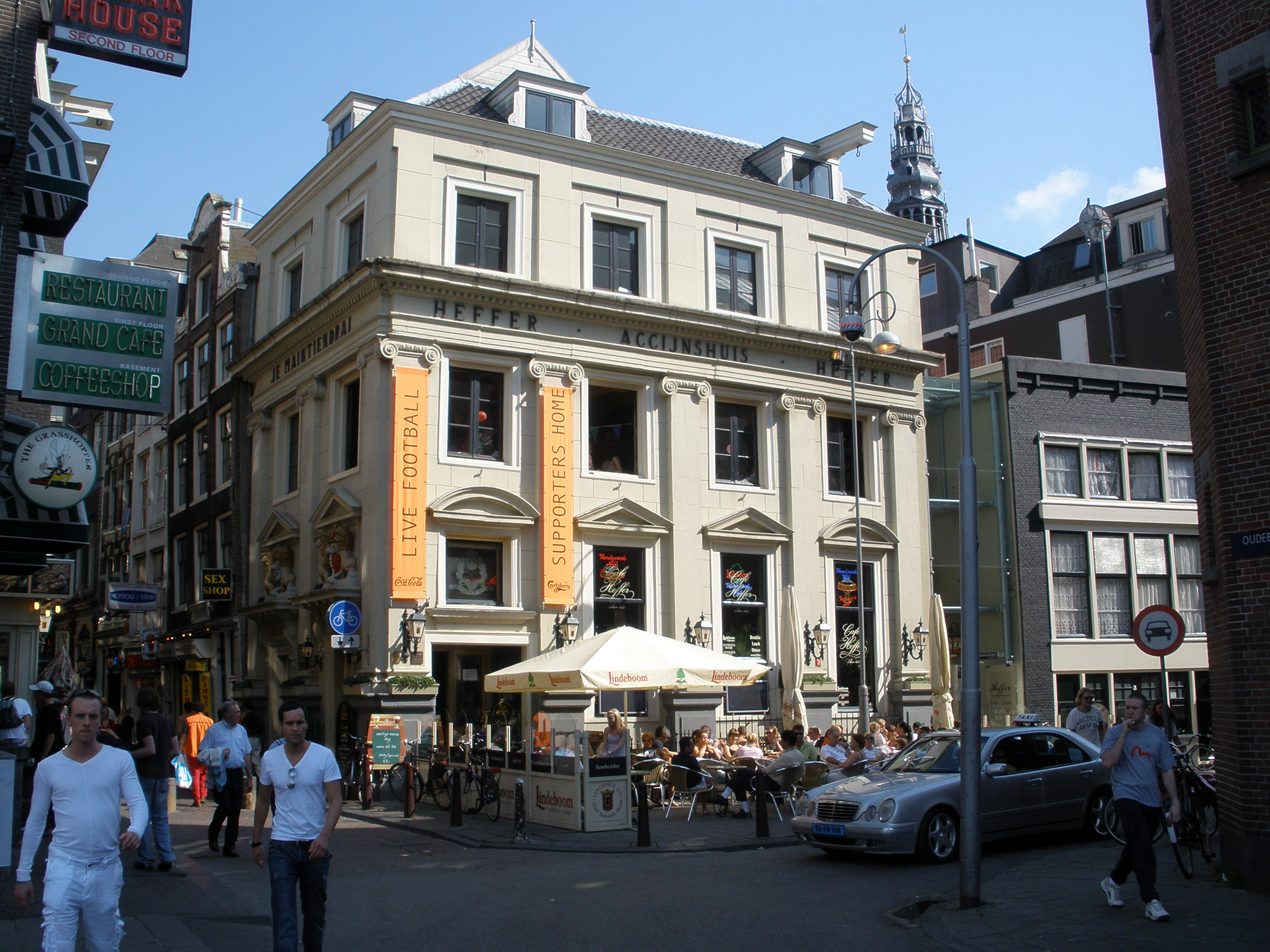
Bij het Accijnshuis aan het Damrak werden accijnzen (invoerrechten) betaald voor scheepsladingen van graan en andere goederen

Het was vooral de graanhandel met de Oostzeelanden die van Amsterdam de stapelmarkt van Europa maakte. Rond de graanhandel ontwikkelde zich in de stad een omvangrijke industrie. De gebouwen van de graanhandelaren, graanmakelaars, korenzetters en korenmeters lagen dicht bij elkaar in het gedeelte van de stad tussen het Damrak en de Nieuwezijds Voorburgwal. De eigenlijke graanhandel vond plaats in de Korenbeurs die in 1617 naast de Oude Brug op het Damrak gebouwd werd. Dit gebouw had een open binnenplaats, aan drie zijden omgeven door een houten galerij die de binnenplaats overdekte. Langs de wanden van deze galerijen stonden kisten met graanmonsters.
De korenmeters en korenzetters zorgden ervoor dat de partijen graan verdeeld werden via vastgestelde standaardmaten. De twee beroepsgroepen hadden ieder hun eigen gilde, in 1654 verenigd tot één gilde.
De korenmeters kwamen samen in een houten huisje bij de Oude Brug. In 1620 kregen ze een nieuw onderkomen, het nog bestaande Korenmetershuisje aan de Nieuwezijds Kolk. Op de bel-etage vonden de vergaderingen van de korenmeters en -zetters plaats. Het souterrain diende als werkplaats voor de korendragers en de zolder deed dienst als werkruimte voor de boekhouders.